# Плавання на літніх Олімпійських іграх 1984
Змагання з плавання на літніх Олімпійських іграх 1984 у Лос-Анджелесі тривали з 29 липня до 4 серпня 1984 року на Олімпійському плавальному стадіоні Макдоналда, розташованому в кампусі Університету Південної Каліфорнії. Змагалися 494 спортсмени з 67-ми країн.
На цих Олімпійських іграх уперше в кожній плавальній дисципліні могли брати участь не більш як два спортсмени від однієї країни. Раніше було дозволено трьох учасників від однієї країни, які часто забирали собі всі медалі. За пропозицією Олімпійського і паралімпійського комітету США до програми повернули змагання в комплексному плаванні на 200 метрів серед жінок, відсутні в 1976 і 1980 роках.

## Таблиця медалей
| Місце               | Країна                | Золото | Срібло | Бронза | Загалом |
| ------------------- | --------------------- | ------ | ------ | ------ | ------- |
| 1                   | США (USA)             | 21     | 13     | 0      | 34      |
| 2                   | Канада (CAN)          | 4      | 3      | 3      | 10      |
| 3                   | ФРН (FRG)             | 2      | 3      | 6      | 11      |
| 4                   | Нідерланди (NED)      | 2      | 1      | 3      | 6       |
| 5                   | Австралія (AUS)       | 1      | 5      | 6      | 12      |
| 6                   | Велика Британія (GBR) | 0      | 1      | 4      | 5       |
| 7                   | Франція (FRA)         | 0      | 1      | 1      | 2       |
| 8                   | Бразилія (BRA)        | 0      | 1      | 0      | 1       |
| 9                   | Швеція (SWE)          | 0      | 0      | 2      | 2       |
| 10                  | Бельгія (BEL)         | 0      | 0      | 1      | 1       |
| 10                  | Венесуела (VEN)       | 0      | 0      | 1      | 1       |
| 10                  | Румунія (ROM)         | 0      | 0      | 1      | 1       |
| 10                  | Швейцарія (SUI)       | 0      | 0      | 1      | 1       |
| Загалом (13 збірні) | Загалом (13 збірні)   | 30     | 28     | 29     | 87      |

## Медальний залік

### Чоловіки
| Дисципліни                      | Золото | Золото     | Срібло                                                                              | Срібло   | Бронза                                                                                              | Бронза   |
| ------------------------------- | --- | ---------- | ----------------------------------------------------------------------------------- | -------- | --------------------------------------------------------------------------------------------------- | -------- |
| 100 м вільним стилем            | Роуді Ґейнс · США                                                                                             | 49.80 OR   | Марк Стоквелл · Австралія                                                           | 50.24    | Пер Юганссон · Швеція                                                                               | 50.31    |
| 200 м вільним стилем            | Міхаель Ґрос · Західна Німеччина                                                                              | 1:47.44 WR | Майк Гіт · США                                                                      | 1:49.10  | Томас Фарнер · Західна Німеччина                                                                    | 1:49.69  |
| 400 м вільним стилем            | Джордж Дікарло · США                                                                                          | 3:51.23    | Джон Мікканен · США                                                                 | 3:51.49  | Джастін Лемберґ · Австралія                                                                         | 3:51.79  |
| 1500 м вільним стилем           | Майк О'Браєн · США                                                                                            | 15:05.20   | Джордж Дікарло · США                                                                | 15:10.59 | Штефан Пфайффер · Західна Німеччина                                                                 | 15:12.11 |
| 100 м на спині                  | Рік Кері · США                                                                                                | 55.79      | Дейв Вілсон · США                                                                   | 56.35    | Майк Вест · Канада                                                                                  | 56.49    |
| 200 м на спині                  | Рік Кері · США                                                                                                | 2:00.23    | Фредерік Делькур · Франція                                                          | 2:01.75  | Кемерон Геннінґ · Канада                                                                            | 2:02.37  |
| 100 м брасом                    | Стів Лундквіст · США                                                                                          | 1:01.65 WR | Віктор Девіс · Канада                                                               | 1:01.99  | Пітер Еванс · Австралія                                                                             | 1:02.97  |
| 200 м брасом                    | Віктор Девіс · Канада                                                                                         | 2:13.34 WR | Ґленн Берінґен · Австралія                                                          | 2:15.79  | Етьєнн Даґон · Швейцарія                                                                            | 2:17.41  |
| 100 м батерфляєм                | Міхаель Ґрос · Західна Німеччина                                                                              | 53.08 WR   | Пабло Моралес · США                                                                 | 53.23    | Ґленн Б'юкенен · Австралія                                                                          | 53.85    |
| 200 м батерфляєм                | Джон Сібен · Австралія                                                                                        | 1:57.04 WR | Міхаель Ґрос · Західна Німеччина                                                    | 1:57.40  | Рафаель Відаль · Венесуела                                                                          | 1:57.51  |
| 200 м комплексом                | Алекс Бауманн · Канада                                                                                        | 2:01.42 WR | Пабло Моралес · США                                                                 | 2:03.05  | Ніл Кокрен · Велика Британія                                                                        | 2:04.38  |
| 400 м комплексом                | Алекс Бауманн · Канада                                                                                        | 4:17.41 WR | Рікардо Прадо · Бразилія                                                            | 4:18.45  | Роб Вудгаус · Австралія                                                                             | 4:20.50  |
| Естафета 4×100 м вільним стилем | США (USA) Кріс Кавано Майк Гіт Метт Бйонді Роуді Ґейнс Том Джеґер* Робін Лімі*                                | 3:19.03 WR | Австралія (AUS) Ґреґ Фасала Ніл Брукс Майкл Ділейні Марк Стоквелл                   | 3:19.68  | Швеція (SWE) Томас Лейдстрем Пер Юганссон Бенґт Барон Мікаель Ерн Рікард Мілтон* Міхаель Седерлунд* | 3:22.69  |
| Естафета 4×200 м вільним стилем | США (USA) Майк Гіт Девід Ларсон Джефф Флоут Брюс Геєс Джефф Ґаберіно* Річард Сеґер*                           | 7:15.69 WR | ФРН (FRG) Томас Фарнер Дірк Кортальс Александер Шовтка Міхаель Ґрос Райнер Генкель* | 7:15.73  | Велика Британія (GBR) Ніл Кокрен Пол Істер Пол Гоув Ендрю Естбері                                   | 7:24.78  |
| Естафета 4×100 м комплексом     | США (USA) Рік Кері Стів Лундквіст Пабло Моралес Роуді Ґейнс Дейв Вілсон* Річард Шредер* Майк Гіт* Том Джеґер* | 3:39.30 WR | Канада (CAN) Майк Вест Віктор Девіс Том Пойнтінґ Сенді Ґосс                         | 3:43.23  | Австралія (AUS) Марк Керрі Пітер Еванс Ґленн Б'юкенен Марк Стоквелл Джон Сібен* Ніл Брукс*          | 3:43.25  |

* Плавці, що взяли участь лише в попередніх запливах і одержали медалі.

### Жінки
| Дисципліни                      | Золото | Золото     | Срібло                                                                                            | Срібло                                               | Бронза                                                            | Бронза  |
| ------------------------------- | --- | ---------- | ------------------------------------------------------------------------------------------------- | ---------------------------------------------------- | ----------------------------------------------------------------- | ------- |
| 100 м вільним стилем            | rowspan=2\| 55.92 | не вручали |                                                                                                   | Аннемарі Верстаппен · Нідерланди \|rowspan=2\| 56.08 |                                                                   |         |
| 100 м вільним стилем            | Ненсі Гоґсгед-Макар · США | не вручали |                                                                                                   | Аннемарі Верстаппен · Нідерланди \|rowspan=2\| 56.08 |                                                                   |         |
| 200 м вільним стилем            | Мері Вейт · США | 1:59.23    | Сінтія Вудгед · США                                                                               | 1:59.50                                              | Аннемарі Верстаппен · Нідерланди                                  | 1:59.69 |
| 400 м вільним стилем            | Тіффані Коен · США | 4:07.10 OR | Сара Гардкасл · Велика Британія                                                                   | 4:10.29                                              | Джун Крофт · Велика Британія                                      | 4:11.49 |
| 800 м вільним стилем            | Тіффані Коен · США | 8:24.95 OR | Мішел Річардсон · США                                                                             | 8:30.73                                              | Сара Гардкасл · Велика Британія                                   | 8:32.60 |
| 100 м на спині                  | Теріса Ендрюс · США | 1:02.55    | Бетсі Мітчелл · США                                                                               | 1:02.63                                              | Йоланда де Ровер · Нідерланди                                     | 1:02.91 |
| 200 м на спині                  | Йоланда де Ровер · Нідерланди | 2:12.38    | Емі Вайт · США                                                                                    | 2:13.04                                              | Анка Петрешкою · Румунія                                          | 2:13.29 |
| 100 м брасом                    | Петра ван Ставерен · Нідерланди | 1:09.88 OR | Енн Оттенбрайт · Канада                                                                           | 1:10.69                                              | Катерін Пуаро · Франція                                           | 1:10.70 |
| 200 м брасом                    | Енн Оттенбрайт · Канада | 2:30.38    | Сьюзен Рапп · США                                                                                 | 2:31.15                                              | Інґрід Лемперер · Бельгія                                         | 2:31.40 |
| 100 м батерфляєм                | Мері Т. Мігер · США | 59.26      | Дженна Джонсон · США                                                                              | 1:00.19                                              | Карін Зайк · Західна Німеччина                                    | 1:01.36 |
| 200 м батерфляєм                | Мері Т. Мігер · США | 2:06.90 OR | Керен Філліпс · Австралія                                                                         | 2:10.56                                              | Іна Баєрманн · Західна Німеччина                                  | 2:11.91 |
| 200 м комплексом                | Трейсі Колкінс · США | 2:12.64 OR | Ненсі Гоґсгед-Макар · США                                                                         | 2:15.17                                              | Мішель Пірсон · Австралія                                         | 2:15.92 |
| 400 м комплексом                | Трейсі Колкінс · США | 4:39.24    | Сюзанн Ленделіс · Австралія                                                                       | 4:48.30                                              | Петра Ціндлер · Західна Німеччина                                 | 4:48.57 |
| Естафета 4×100 м вільним стилем | США (USA) Дженна Джонсон Керрі Штайнзайфер Дара Торрес Ненсі Гоґсгед-Макар Джилл Стеркел* Мері Вейт*                                    | 3:43.43    | Нідерланди (NED) Аннемарі Верстаппен Десі Реєрс Еллес Воскес Конні ван Бентум Вільма ван Вельсен* | 3:44.40                                              | ФРН (FRG) Іріс Цшерпе Зузанне Шустер Хрістіане Пільке Карін Зайк  | 3:45.56 |
| Естафета 4×100 м комплексом     | США (USA) Теріса Ендрюс Трейсі Колкінс Мері Т. Мігер Ненсі Гоґсгед-Макар Бетсі Мітчелл* Сьюзен Рапп* Дженна Джонсон* Керрі Штайнзайфер* | 4:08.34    | ФРН (FRG) Свеня Шліхт Уте Гасе Іна Баєрманн Карін Зайк                                            | 4:11.97                                              | Канада (CAN) Ріма Абдо Енн Оттенбрайт Мішель Макферсон Памела Рай | 4:12.98 |

*Плавчині, що взяли участь лише в попередніх запливах і одержали медалі.

## Країни-учасниці
Змагалися 494 плавці та плавчині з 67-ми країн.
| - Аргентина (6) - Австралія (31) - Австрія (6) - Багамські Острови (2) - Бахрейн (2) - Барбадос (1) - Бельгія (4) - Бермуди (1) - Бразилія (7) - Канада (37) - Китай (14) - Китайський Тайбей (5) - Колумбія (1) - Коста-Рика (1) |  | - Данія (3) - Єгипет (8) - Сальвадор (2) - Фіджі (3) - Фінляндія (2) - Франція (16) - Велика Британія (33) - Греція (3) - Гватемала (6) - Гондурас (6) - Гонконг (8) - Ісландія (4) - Індонезія (1) |  | - Ірландія (2) - Ізраїль (3) - Італія (26) - Ямайка (4) - Японія (22) - Кувейт (5) - Ліван (4) - Малайзія (1) - Мексика (12) - Монако (1) - Мозамбік (2) - Нідерланди (16) - Нідерландські Антильські острови (3) |  | - Нова Зеландія (8) - Норвегія (3) - Панама (1) - Перу (5) - Філіппіни (4) - Португалія (2) - Пуерто-Рико (5) - Румунія (2) - Сан-Марино (2) - Сінгапур (4) - Південна Корея (3) - Іспанія (8) - Шрі-Ланка (1) |  | - Суринам (2) - Свазіленд (1) - Швеція (24) - Швейцарія (13) - Тринідад і Тобаго (1) - Туніс (1) - Туреччина (4) - Уганда (1) - США (43) - Американські Віргінські Острови (7) - Уругвай (2) - Венесуела (6) - ФРН (24) - Югославія (3) |